# La cura del tempo (Niccolò Fabi)
La cura del tempo è il quinto album in studio del cantautore italiano Niccolò Fabi, pubblicato il 3 febbraio 2003.

## Il disco
Fabi torna a pubblicare un album a tre anni dal precedente Sereno ad ovest, periodo durante il quale ha fatto un tour in Spagna. Il titolo dell'album rimanda a uno dei temi principali, che è l'elogio alla pausa e alla meditazione. La stessa lunga attesa di quest'album è dovuta alla ricerca, da parte di Fabi, di recuperare il valore del tempo. Per la prima volta nella sua carriera affronta in modo preponderante dei temi molto intimi, quali il valore delle opinioni personali, il disagio creato dalla televisione, l'ansia e la frenesia, rinunciando in parte alla leggerezza che lo contraddistingueva negli album precedenti, ma pur utilizzando un linguaggio altrettanto accessibile e diretto. Accanto ai testi intensi, per la prima volta la musica sembra assumere un ruolo più importante, con brani minimalisti accompagnati da musicisti di livello internazionale, con ampio spazio per archi, fiati e percussioni.
I singoli estratti da quest'album sono È non è (molto trasmesso dalle radio ), Il negozio di antiquariato e Offeso. Nella settimana successiva al 3 febbraio La cura del tempo è entrato al dodicesimo posto nella classifica di vendita italiana Fimi/Nielsen. Il disco è stato prodotto dallo stesso Fabi e da Adriano Pennino, e missato da Fabrizio Simoncioni.

## Tracce
1. È non è – 4:44
2. Il negozio di antiquariato – 4:31
3. Mimosa – 4:40
4. Offeso (con Fiorella Mannoia) – 4:06
5. Nel centro – 4:12
6. Ora e qui – 5:02
7. Senza prudenza – 3:28
8. Lentamente – 4:32
9. Essere speciale – 4:44
10. Quello che volevo – 3:50
11. Risveglio – 4:35

## Formazione
- Niccolò Fabi – voce, chitarra acustica
- Danilo Pao – chitarra elettrica
- Lorenzo Feliciati – basso
- Agostino Marangolo – batteria
- Adriano Pennino – pianoforte
- Rosario Laino – violino
- Massimo Nunzi – tromba
- Stefano Di Battista – sax